# Feelin' alright?
Feelin' alright? is een lied geschreven door Dave Mason, destijds deel uitmakend van de muziekgroep Traffic. Deze band nam het op en bracht het uit als single. Daarna werden het door talloze artiesten opnieuw opgenomen, soms onder de titel Feeling alright (zonder vraagteken):
- Joe Cocker (1969 als Feeling Alright en 1972 als Feelin' Alright)
- Mongo Santamaría (1969)
- Rare Earth (1969)
- Three Dog Night (1969)
- David Ruffin (1969)
- Rustix (1969)
- Lou Rawls (1970)
- Lulu (1970)
- Chairmen of the Board (1970)
- Hubert Laws (1970)
- The 5th Dimension (1970)
- Gladys Knight & the Pips (1971)
- Grand Funk Railroad (1971)
- Jackson 5 met en zonder Diana Ross (1971)
- Wade Marcus (1971)
- Maceo Parker (1971)
- Isaac Hayes (1973)
- The Undisputed Truth (1973)

- Mother's Finest (1973)
- Dutch Rhythm Steel & Show Band (1975)
- Kate Ceberano (1994)
- Little Milton
- Ohio Players
- Freddie King
- Widespread Panic
- The Black Crowes
- Trinidad Oil Company (op steeldrums)
- The Height
- Dave Mason zelf op album Headkeeper en later met Jim Capaldi, ook Traffic
- Paul Weller
- Joy Fleming
- Bar-Kays
- Huey Lewis
- James Gang
- E.Y.C.

Weinigen daarvan wisten de hitparades te halen. Traffic, Joe Cocker, Mongo Santamaria en Grand Funk Railroad en E.Y.C. kwamen wel zo ver, zij het in verschillende landen. Er is zelfs een Italiaanse variant: Tu vedi mai cerchi bianchi e neri? door Riki Maoicchi.

## Traffic
Traffic nam het lied op voor tweede studioalbum Traffic. Zij brachten het uit op single, maar die was nauwelijks succesvol. Dave Mason (zang, gitaar), Steve Winwood (piano, basgitaar, achtergrondzang), Chris Wood (tenorsaxofoon, achtergrondzang) en Jim Capaldi (drums, percussie) zetten het op tape.
De B-kant Withering tree werd geschreven door Jim Capaldi en Steve Winwood.

## Hitnotering
In het thuisland Engeland haalde het de UK Singles Chart niet. Nederland zag kennelijk wel wat in Feelin' alright?. De Belgische BRT Top 30 en de Vlaamse Ultratop 30 bestonden nog niet.

### Nederlandse Top 40
| Positie: | 36 | 26 | 23 | 30 | 28 | 27 | 37 | uit |

### NederlandseHilversum 3 Top 30
| Positie: | 20 | uit |

## Joe Cocker
Joe Cocker had meer succes met het lied. Hij haalde in ieder geval de Billboard Hot 100 (plaats 69 in 1969, plaats 33 in 1972), maar succes in Engeland bleef uit. Cocker bracht het diverse keren uit en kwam (pas) in 1972 in de Nederlandse hitparades terecht. België liet het alle keren passeren.

## Hitnotering

### Nederlandse Top 40
Alarmschijf
| Positie: | 21 | 15 | 14 | 24 | 38 | uit |

### NederlandseDaverende 30
| Positie: | 28 | 13 | 11 | 19 | uit |

### NPO Radio 2 Top 2000
Feelin' alright? stond alleen in 1999 in de NPO Radio 2 Top 2000, op plek 1693.